# 帝冠
帝冠（学名：Obregonia denegrii），是一種仙人掌。它們是帝冠屬內唯一物種，原產於墨西哥，以第39任墨西哥總統奧夫·雷貢（Álvaro Obregón）來命名。它們十分稀少，外表像倒轉的松果。小苗時期生長速度很慢，很容易枯萎，只需少量的水份；但生長至成球之後，就會變得比較強健。它們是以種子傳播的。
帝冠傳統上是用作醫藥或精神活化。它們是鳥羽玉（Lophophora williamsii）的近親之一。

## 外部連結
- ARKive